# جام آرزوها
جام آرزوها یک برنامه تلویزیونی «تاک شو» به تهیه کنندگی ابوالفضل اکبری و پژمان ماندگاری و با اجرای پژمان بازغی و کارگردانی محمد پیوندی محصول سال ۱۴۰۲ است که در ۵۲ قسمت ۷۰ دقیقه‌ای، از شبکه نسیم و در زمان مدیریت سید محمدرضا خوشرو تولید و پخش می‌شود.
برنامه تلویزیونی «جام آرزوها»  در کنار پویش «جام آرزوها» به‌عنوان اولین و بزرگترین پویش خیریه بین‌المللی ایران پخش شد. این پویش با همکاری شبکه نسیم، فدراسیون فوتبال ، و چند نهاد دیگر دولتی و خصوصی در زمستان ۱۴۰۲ تولید و همزمان با برگزاری جام ملت‌های آسیا ۲۰۲۳ قطر، از شبکه نسیم پخش می‌شود.
در این تاک شو که با اهداف سرگرمی و خیریه تولید شد، تامین جهیزیه هزاران زوج جوان ایرانی به عنوان هدف پویش تعیین شد و تامین هزینه‌های آن به کمک میهمانان برنامه  خرید کارت مهربانی توسط مردم تامین خواهد شد.

## شیوه
در تاک شو «جام آرزوها»، میهمانان ضمن حضور در استودیو و گفت‌وگو با مجری، به سوالات او پاسخ داده و چالش‌هایی را پشت سر می‌گذارند. این چالش‌ها با هدف سرگرمی و تامین هزینه خیریه برنامه طراحی شده است و میهمانان برنامه به نسبت موفقیت در هر چالش، مبلغی جایزه خواهند گرفت که تمامی آن، به نام آن میهمان و حساب صندوق خیریه واریز خواهد شد. بینندگان و مخاطبان برنامه هم می‌توانند با خرید کارت مهربانی در این برنامه مشارکت کنند.
در اجرای برنامه و در بعضی قسمت‌ها، عروسک «جناب خان» نیز به عنوان میهمان حضور داشته و در کنار مجری برنامه، اجرا خواهد کرد.

## توپ ویژه جام آرزوها
توپ فوتبال ویژه آرزوها، توپ رسمی جام جهانی ۲۰۱۴ برزیل با نام برازوکا است که توسط بیش از ۲۰ ستاره فوتبال دنیا امضا شده و در حراجی پایانی برنامه و پویش جام آرزوها فروخته خواهد شد تا درامد ان صرف اجرای اهداف پویش و تامین جهیزیه  شود. 
امضا کنندگان این توپ عبارتند از : جرزینهو، زیکو، کافو، لوتار ماتئوس، به‌به تو، رود گولیت، فابیو کاناوارو، یوری ژورکائف، کریستین کارمبئو، ماریو بولاتی، سباستیائو لازرونی، کریستین ویری، میشائل بالاک، خوان سباستین ورون، آندریاس برمه، پیرلوئیجی کولینا، مارکوس مرک، نیمار، مایکل اوون و فابیو کاپلو.
توپ ویژه جام آرزوها، در بهمن ماه ۱۴۰۲ و همزمان با جام ملت‌های آسیا با اسکورت پلیس، از ایران به قطر منتقل شد و توسط «مایکل اوون» ستاره سابق لیورپول حمل و تحویل استودیوی اختصاصی این برنامه در قطر شد.
این توپ توسط کنسرسیوم بزرگ شرکت‌های بیمه ایرانی، در بهمن‌ماه ۱۴۰۲ با مبلغ پایه ۲هزار میلیارد ریال بیمه خواهد شد.